# ジェリー・ルーカス
ジェリー・レイ・ルーカス (Jerry Ray Lucas, 1940年3月30日 - ) は、アメリカ合衆国・オハイオ州ミドルタウン出身の元プロバスケットボール選手。ポジションはパワーフォワード。カレッジバスケでオハイオ州立大学バックアイズのスター選手として活躍し、1960年ローマオリンピック金メダリストを獲得した後、全米プロバスケットボール協会 (NBA) の選手として12年間プレーした。
1960年代後半はプロバスケットリーグNBAのシンシナティ・ロイヤルズのセンターとして活躍し、1970年代前半にはニューヨーク・ニックスで1973年の優勝に貢献した。203cmの長身でゴール下を支配し、歴代4位となるゲーム平均15.6リバウンド（トータルリバウンド12,942）を記録した。1980年にバスケットボール殿堂入りした。

## 経歴

### カレッジ時代
オハイオ州で生まれたルーカスは早くからその才能を開花させた。地元のミドルタウンハイスクールのチームを州のチャンピオンに導き、彼は1957年、1958年のオハイオ最優秀選手に選ばれている。
卒業後はオハイオ州立大学に入学、センターとしてチームを牽引し、1960年から1962年の3シーズンビッグ・テン・カンファレンスチャンピオンに導く。彼自身も3年連続でシカゴ・トリビューンが選ぶビッグ・テンのMVPに選出された。さらに、1960年にはNCAAチャンピオンにも輝き、ルーカスは1960年・1961年2年連続でMOP (Most Outstanding Player) に選出された。また、1961年・1962年の2年連続で全米バスケットボール記者協会 (USBWA) が選ぶカレッジ最優秀選手（現在は初代受賞者のオスカー・ロバートソンを称えて「オスカー・ロバートソン・トロフィー」と呼ばれる）を受賞した。
在学中の3年間で計82ゲームに出場し、トータル1,990得点（ゲーム平均24.3得点）・1,411リバウンド（ゲーム平均17.2リバウンド）・フィールドゴール成功率62.4%という驚異的な成績を記録している。

### ナショナルチーム
在学中の1960年、20歳のルーカスはオスカー・ロバートソン、ウォルト・ベラミー等と共にアメリカ代表チーム選出されローマ五輪に出場する。予選ラウンドを3戦全勝1位で抜け出たアメリカチームは、当時アマチュアスポーツ強化を国策としてオリンピックでは無類の強さを見せていたソビエト連邦を決勝で破り、金メダルを獲得した。

### NBAプレーヤー時代

#### ロイヤルズ時代
金メダル獲得後、ルーカスは1963年のNBAドラフトでシンシナティ・ロイヤルズ（現サクラメント・キングス）にピックアップされ入団する。ロイヤルズにはローマ五輪のチームメイトであったオスカー・ロバートソンがおり、二人の活躍でチームはプレーオフの常連となる。NBAファイナル進出には至らなかったが、1967年までは毎シーズンプレーオフに進出した。ルーキーシーズンに彼は1,400得点（ゲーム平均17.7得点）・1,375リバウンド（ゲーム平均17.4リバウンド）を記録し1964年のルーキー・オブ・ザ・イヤーに選出された。

#### ニックス時代
その後、1969-70シーズンにルーカスはサンフランシスコ・ウォリアーズ（現ゴールデンステート・ウォリアーズ）にトレードされ1972年までプレーする。同年ニューヨーク・ニックスにトレードされる。当時のニックスはウィリス・リード、デイブ・ディバッシャーなどの名選手を擁してファイナル制覇に燃えていた。彼と同時期にアール・モンローも加入し、NBAファイナルに進出したニックスはロサンゼルス・レイカーズを破りチャンピオンリングを獲得する。
ルーカスは1974年に選手生活から引退した。引退後、1980年に殿堂入りし、また1996年にはNBAの50周年を記念して選ばれた「NBA偉大な50選手」の一人にも選出された。

## 個人成績

### レギュラーシーズン
| シーズン     | チーム       | GP  | GS | MPG  | FG%   | 3P% | FT%  | RPG  | APG | SPG | BPG | PPG  |
| ------------ | ------------ | --- | -- | ---- | ----- | --- | ---- | ---- | --- | --- | --- | ---- |
| 1963–64      | CIN          | 79  | –  | 41.4 | .527* | –   | .779 | 17.4 | 2.6 | –   | –   | 17.7 |
| 1964–65      | CIN          | 66  | –  | 43.4 | .498  | –   | .814 | 20.0 | 2.4 | –   | –   | 21.4 |
| 1965–66      | CIN          | 79  | –  | 44.5 | .453  | –   | .787 | 21.1 | 2.7 | –   | –   | 21.5 |
| 1966–67      | CIN          | 81* | –  | 43.9 | .459  | –   | .791 | 19.1 | 3.3 | –   | –   | 17.8 |
| 1967–68      | CIN          | 82  | –  | 44.1 | .519  | –   | .778 | 19.0 | 3.3 | –   | –   | 21.5 |
| 1968–69      | CIN          | 74  | –  | 41.6 | .551  | –   | .755 | 18.4 | 4.1 | –   | –   | 18.3 |
| 1969–70      | CIN          | 4   | –  | 29.5 | .514  | –   | .714 | 11.3 | 2.3 | –   | –   | 10.3 |
| 1969–70      | SFW          | 63  | –  | 36.5 | .507  | –   | .786 | 14.4 | 2.6 | –   | –   | 15.4 |
| 1970–71      | SFW          | 80  | –  | 40.6 | .498  | –   | .787 | 15.8 | 3.7 | –   | –   | 19.2 |
| 1971–72      | NYK          | 77  | –  | 38.0 | .512  | –   | .791 | 13.1 | 4.1 | –   | –   | 16.7 |
| 1972–73      | NYK          | 71  | –  | 28.2 | .513  | –   | .800 | 7.2  | 4.5 | –   | –   | 9.9  |
| 1973–74      | NYK          | 73  | –  | 22.3 | .462  | –   | .698 | 5.1  | 3.2 | .4  | .3  | 6.2  |
| 通算         | 通算         | 829 | –  | 38.8 | .499  | –   | .783 | 15.6 | 3.3 | .4  | .3  | 17.0 |
| オールスター | オールスター | 7   | 6  | 26.1 | .547  | –   | .905 | 9.1  | 1.7 | –   | –   | 12.7 |

### プレーオフ
| 年度 | チーム | GP | GS | MPG  | FG%  | FT%   | RPG  | APG | SPG | BPG | PPG  |
| ---- | ------ | -- | -- | ---- | ---- | ----- | ---- | --- | --- | --- | ---- |
| 1964 | CIN    | 10 | –  | 37.0 | .390 | .703  | 12.5 | 3.4 | –   | –   | 12.2 |
| 1965 | CIN    | 4  | –  | 48.8 | .507 | .773  | 21.0 | 2.3 | –   | –   | 23.3 |
| 1966 | CIN    | 5  | –  | 46.2 | .471 | .771  | 20.2 | 2.8 | –   | –   | 21.4 |
| 1967 | CIN    | 4  | –  | 45.8 | .436 | 1.000 | 19.3 | 2.0 | –   | –   | 12.5 |
| 1971 | SFW    | 5  | –  | 34.2 | .506 | .688  | 10.0 | 3.2 | –   | –   | 17.8 |
| 1972 | NYK    | 16 | –  | 46.1 | .500 | .831  | 10.8 | 5.3 | –   | –   | 18.6 |
| 1973 | NYK    | 17 | –  | 21.6 | .482 | .870  | 5.0  | 2.3 | –   | –   | 7.5  |
| 1974 | NYK    | 11 | –  | 10.5 | .238 | –     | 2.0  | .8  | .4  | .0  | .9   |
| 通算 | 通算   | 72 | –  | 32.9 | .467 | .786  | 10.0 | 3.0 | .4  | .0  | 12.4 |